# Jérôme de La Mothe-Houdancourt
Jérôme de La Mothe-Houdancourt (* 1617; † 29. Mai 1693 in Saint-Flour) war von 1664 bis 1693 Bischof des französischen Bistums Saint-Flour.

## Leben
Jérôme de La Mothe-Houdancourt war ein Bruder des Marschalls Philippe de La Mothe-Houdancourt und der Bischöfe Henri und Daniel de La Mothe-Houdancourt. Von König Ludwig XIV. zum Bischof von Saint-Flour ernannt, erhielt er bald seine päpstliche Ernennungsurkunde und wurde am 17. August 1664 in Compiègne geweiht. Er blieb 29 Jahre im Amt und starb am 29. Mai 1693 in seiner Bischofsstadt.